# Miguel Maza Márquez
Miguel Alfredo Maza Márquez (Santa Marta, 1942) è un poliziotto colombiano, Generale della Repubblica, membro della Polizia nazionale della Colombia e direttore del Dipartimento Amministrativo di Sicurezza (DAS) tra il 1985 e il 1991.

## Biografia

### Guerra al narcoterrorismo
Come direttore del Dipartimento Amministrativo di Sicurezza (DAS), Maza Márquez fu un obiettivo dei narcotrafficanti del gruppo "Los Extraditables" che volevano impedire a tutti i costi l'approvazione della proposta di estradizione dei colombiani negli Stati Uniti per i delitti riguardanti il traffico di droga. Il gruppo era formato principalmente dai capi del Cartello di Medellín, Pablo Escobar, i fratelli Ochoa Vásquez e Gonzalo Rodríguez Gacha. L'atto criminale più importante fu l'attentato all'edificio del DAI il 6 Dicembre 1989, quando venne fatto esplodere un autobus-bomba, attivato dai sicari del Cartello di Medellín, che distrusse quasi interamente la sede principale del DAI a Bogotá, nel settore di Paloquemao. L'azione cercava di assassinare il Generale Maza Márquez. Si contarono circa 60 vittime, cento feriti, e numerosi edifici e strutture colpiti.

### Scandalo del DMG
Maza Márquez è stato coinvolto nell'indagine "DMGpolítica", caso in cui l'impresa DMG Gruppo Holding S.A. è stato accusata per riciclaggio di denaro derivante dal traffico di droga e da altre attività illegati.
Nel settembre del 2008, Maza Márquez ha ricevuto una proposta dell'ex direttore dell'Interpol in Colombia e ex direttore del DAI, Germán Cano affinché svolgesse una consulenza tecnico-scientifica all'azienda Provitec, di cui era direttore. Fu assunto per due mesi. La sua funzione consentì di verificare le macchine della verità e i cani antiesplosivi che Provitec utilizzava. Maza Márquez segnalò che non sapeva che David Murcia Guzmán, proprietario di DMG Gruppo Holding S.A., fosse coinvolto con Provitec. Provitec è risultato essere di proprietà del principale partner di Murcia Guzmán, William Suárez.
Il nome dell'ex generale Maza fu menzionato due volte nel processo contro Murcia Guzmán. La prima in un dialogo tra Maza Márquez e il partner di DMG Daniel Ángel, nel quale Maza si impegnava a collaborare nel processo su Provitec. La seconda in una conversazione tra i soci di DMG, Daniel Ángel e Margherita Pabón, nella quale si riferiscono a Maza come soggetto di importanti affari.

### Il caso Luis Carlo Galán Sarmiento
Nel giugno di 2009 il generale Miguel Maza Márquez è collegato alle indagini sull'omicidio di Luis Carlo Galán, candidato presidenziale assassinato il 18 agosto 1989 su ordine di Pablo Escobar. Maza Márquez fu interrogato perché fece sostituire la guardia personale a Galán Sarmiento mentre era Direttore del DAI, quando il suo dovere era di garantire in maniera appropriata la sicurezza del candidato, oggetto di continue minacce e di un tentato omicidio a Medellín. Le indagini portarono alla luce che i 18 sicari presenti la notte dell'attacco avevano con loro i B2 dell'Esercito. Questo riferì la giornalista Virginia Vallejo in varie interviste ai media internazionali, nelle quali ha ricordato quello che si è scoperto durante le indagini e che, oltretutto, Jacobo Torregrosa, allora capo di sicurezza del candidato con 85 guardie di sicurezza sotto il suo comando, era stato scelto dallo stesso generale Maza Márquez. Virginia Vallejo, e anche altre tante fonti, confermarono che Torregrosa lavorava per Pablo Escobar; Torregrosa e i 18 sicari furono assassinati nei mesi e anni seguenti all'omicidio di Galán. Il 24 novembre di 2016, 27 anni dopo l'omicidio, Maza Márquez è stato condannato a 30 anni di carcere per l'assassinio di Luis Carlo Galán Sarmiento, per aver deliberatamente indebolito la sua struttura di sicurezza.